# ノーザンプトン級重巡洋艦
ノーザンプトン級重巡洋艦（ノーザンプトンきゅう じゅうじゅんようかん、Northampton-class Heavy Cruisers）は、アメリカ海軍の重巡洋艦の艦級。条約型重巡洋艦の第2グループで1927年度計画により6隻の建造が認められ、ペンサコーラ級の不具合を改善する事を目的に改設計が行われた。

## 概要
ノーザンプトン級はペンサコーラ級の重量増と予算超過に対応する形で設計された艦である。ペンサコーラ級で10門あった主砲は1門減らされる代わりに全ての主砲塔を8インチ三連装砲塔に統一し、これを3基9門として火力の低下を抑えつつ軽量化された。一方で、防御面において装甲範囲と装甲厚が強化された。ペンサコーラ級よりも装甲は強化されたが、砲塔数が減ったため防御重量は軽くなり、その結果ワシントン条約による制限排水量よりも1,000トン近く軽量となった。また、ペンサコーラ級で問題であった凌波性も、乾舷が高い船首楼型甲板を採用することで改善された。
後期に建造された3隻は旗艦として使用するため後部の乾舷が拡張された。ノーザンプトン級は艦載機の格納庫を設置し、寝具をハンモックの代わりにベッドを使用した最初のアメリカ軍艦艇であった。

## 艦体

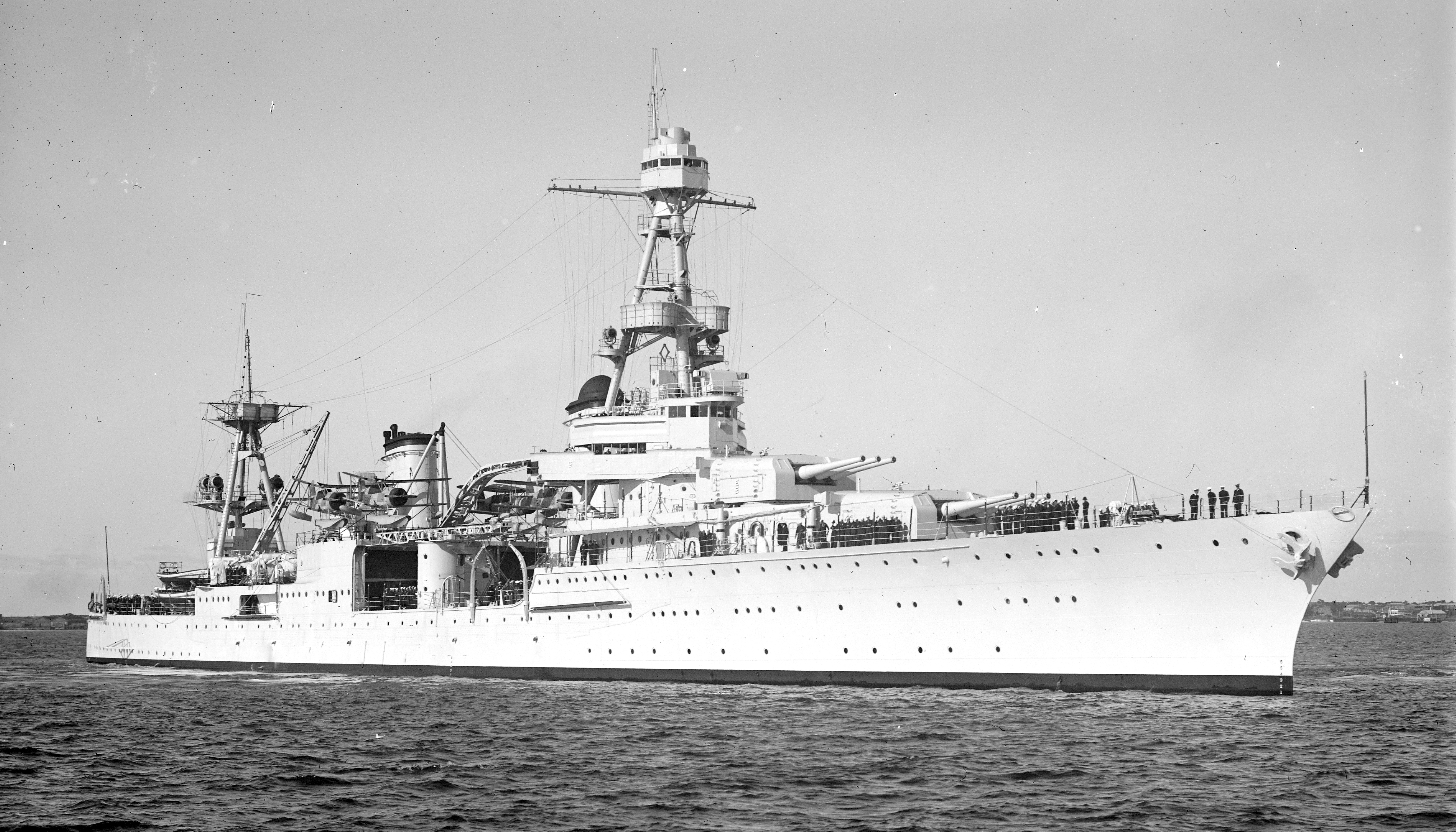
竣工後の「ルイビル」。

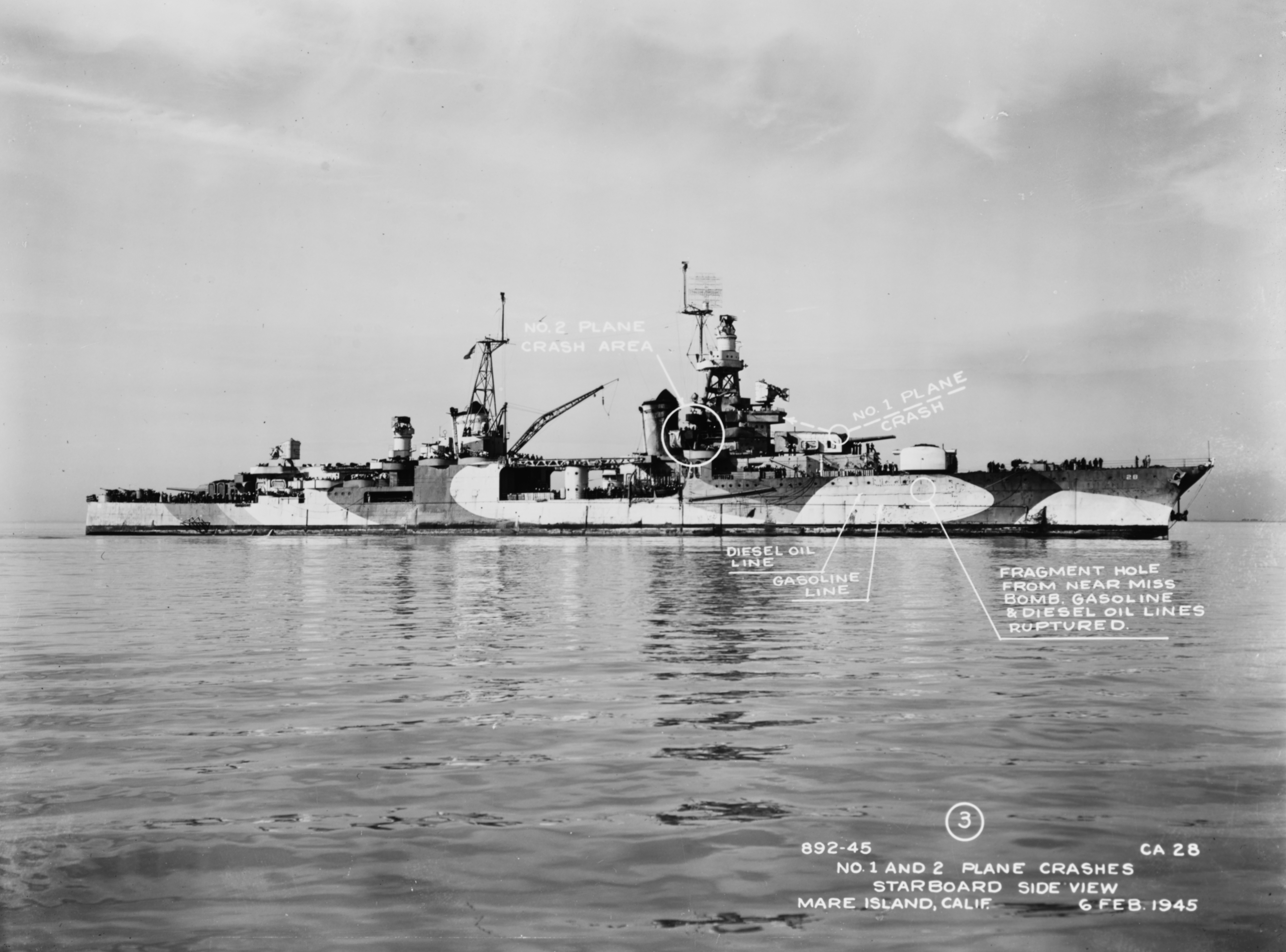
改装後の「ルイビル」。

船体形状はペンサコーラ級が平甲板型船体を採用していたのに対し、ノーザンプトン級からは艦首甲板のみ乾舷の高い短船首楼形船体に改められた。主砲にはペンサコーラ級から引き続き「Mark 9 20.3cm（55口径）砲」を採用したが、全て三連装砲塔に改められ、これを艦首甲板に背負い式配置で2基、その背後に司令塔を組み込んだ箱型艦橋を基部に、頂上部に射撃指揮所を乗せた三脚型の前部マストが立つ。
三脚檣の背後に2本煙突が立つが、ノーザンプトン級の機関はペンサコーラ級に引き続いて「シフト配置」を採用しているために前後の煙突の間隔は広く取られていた。1番煙突の基部で船首楼が終了し、煙突の間は水上機の運用スペースとされるのはペンサコーラ級と同じだが、2番煙突の基部に新たに水上機格納庫が設けられた。このために舷側配置のカタパルトの射出先が格納庫と船首楼によって狭められるのを防ぐためにカタパルトの架台を高める必要があった。水上機は2番煙突の基部に付いたクレーン1基により揚収される。
2番煙突から後ろは前部の半分程度しかない背の低い三脚式の後部マストが立ち、その背後に3連装砲塔1基が配置された。ペンサコーラ級で問題となっていた高すぎる前後のマストはノーザンプトン級において高さが低められ、低くなった中部甲板と共に船体の重心低下に貢献した。また、主砲斉射時の爆風対策に艦橋構造の密閉化が進められた。

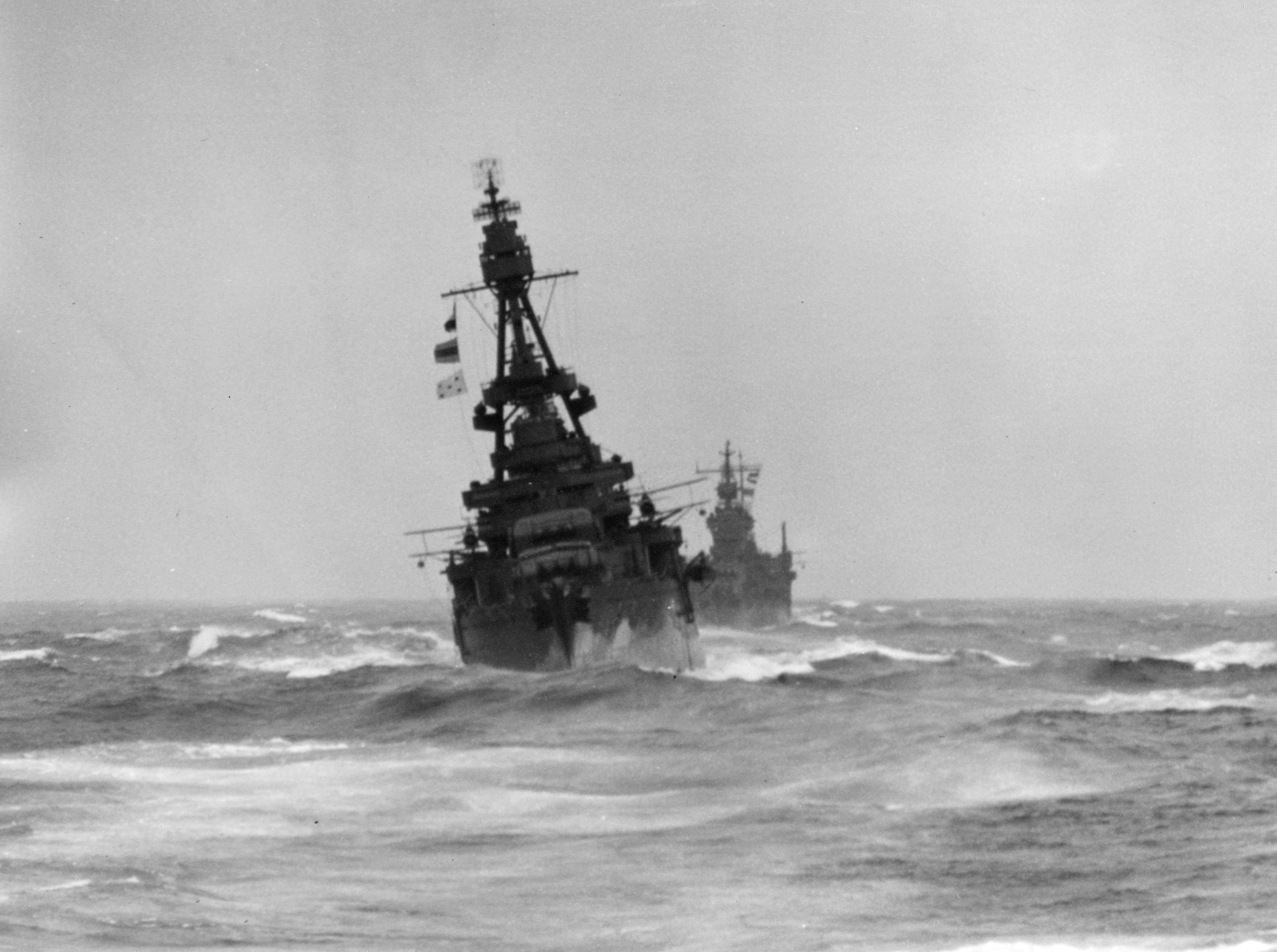
傾くルイビル

ノーザンプトン級の凌波性能は改善されたが一方で細身の船体から来る復元性の不足と動揺の激しさから外洋での安定性に欠けるのはペンサコーラ級と同様で主砲斉射時の散布界の増大は解決されなかった。また、中部甲板と後部甲板の高さ不足から来る容積不足が指摘されており、居住性不足は未解決のままであった。

## 武装

### 主砲
主砲は引き続き「Mark 9 20.3cm（55口径）砲」を採用している。性能は重量97.5 kgの砲弾を最大仰角41度で29,130mまで届かせることが出来た。俯仰能力は仰角41度・俯角10度で、旋回角度は船体首尾線方向を0度として左右150度の旋回角度を持つ。発射速度は毎分3～4発である。前級では3連装砲塔と連装砲塔の混載であったが、本級において全主砲塔を3連装砲塔に統一した。これにより主要防御長の短縮に繋がり防御重量の節約となった。

### 高角砲、その他の備砲
高角砲は引き続き「12.7cm（25口径）高角砲」を採用した。この砲は24.43kgの砲弾を最大仰角85度で高度8,352m、対艦用として仰角45度で13,259mまで届かせる性能があった。旋回と俯仰は電動と人力で行われ、左右方向に150度旋回でき、俯仰は仰角85度・俯角15度で発射速度は毎分15～20発だった。これを単装砲架で片舷4基計8門を搭載した。他に主砲では対抗不能な相手への対処として53.3cm水上3連装魚雷発射管が片舷1基ずつ計2基装備された。後に、対空兵装の強化により12.7cm高角砲は倍の8基8門に加え、40mm(60口径)機関砲4連装4基～5基に20mm（70口径）機銃22～26丁、12.7mm機銃8丁が追加されたが、これの代償として魚雷兵装は撤去された。

## 防御
前述の主砲塔搭載の変化による武装重量減少により、防御重量を増加することが出来た。これにより、ノーザンプトン級の防御力は更なる強化が行われ舷側の水線部装甲は前級の64mmから76mmと強化されたが、甲板防御は25mmのままであった。弾薬庫防御は過大であるとされ、ノーザンプトン級では逆に減厚され舷側95mmされたが、逆に上面は51mmと強化された。対水雷防御はペンサコーラ級と同じく弾薬庫の側面部のみ1層の燃料層で防御しているのみであったが、若干の区画細分化や浸水対策は進められていた。

## 機関
ノーザンプトン級の機関はペンサコーラ級と変わりなく高温蒸気を使用するホワイト=フォスター式重油専焼水管缶を8基とパーソンズ式ギヤード・タービン4基4軸推進で最大出力107,000馬力、速力32.5ノットを公試で発揮した。ノーザンプトン級の機関配置は前述の通りシフト配置方式で艦首からボイラー2基ずつ収める第1缶室と第2缶室の背後にタービン機関2基を収める第1機械室、水密隔壁を挟んで第3缶室と第4缶室の背後に第2機械室の順番で配置した。ノーザンプトン級はオマハ級軽巡洋艦より継承されたシフト配置により前述の脆弱な水中防御を機関配置で補っていた。

## 同型艦
- ノーザンプトン (USS Northampton, CA-26) 1930年5月17日就役。1942年11月30日ルンガ沖夜戦で沈没。
- チェスター (USS Chester, CA-27) 1930年6月24日就役。1946年7月10日退役。
- ルイビル (USS Louisville, CA-28) 1931年1月15日就役。1946年6月17日退役。
- シカゴ (USS Chicago, CA-29)1931年3月9日就役。1943年1月30日レンネル島沖海戦で沈没。
- ヒューストン (USS Houston, CA-30)1930年6月17日就役。1942年3月1日バタビア沖海戦で沈没。
- オーガスタ (USS Augusta, CA-31)1931年1月30日就役。1946年7月16日退役。